# NGC 5899
NGC 5899 (другие обозначения — UGC 9789, MCG 7-31-45, ZWG 221.43, IRAS15132+4214, PGC 54428) — спиральная галактика с перемычкой (SBc) в созвездии Волопас.
Этот объект входит в число перечисленных в оригинальной редакции «Нового общего каталога».